# Xatafi
Xatafi es el nombre originario de la ciudad de Getafe, situada en la Comunidad de Madrid, España. Este término comenzó a usarse aproximadamente en el año 1150, sin embargo se han encontrado referencias históricas de la misma época en las que se usaban también los nombres de Satafi y Xetafe. Xatafi proviene de la palabra árabe Jata, y significa "algo largo". De ahí se dedujo que Xatafi se refería a la larga calle principal del pueblo, que no era otra que el camino real que unía Madrid con Toledo. Hay escritos de 1249 referentes a este pueblo en los que se usan los términos Sataf, Xataf o Xeetafee, quedando en desuso el término Xatafi. 